# Anizy-le-Château
Anizy-le-Château är en kommun i departementet Aisne i regionen Hauts-de-France i norra Frankrike. Kommunen ligger  i kantonen Anizy-le-Château som ligger i arrondissementet Laon. År 2018 hade Anizy-le-Château 1 931 invånare.

## Befolkningsutveckling
Antalet invånare i kommunen Anizy-le-Château
Referens: INSEE